# Фонд Мохаммеда бін Рашіда аль-Мактума
Фонд Мохаммеда бін Рашида аль-Мактума (араб. مؤسسة محمد بن راشد آل مكتوم)‎ — благодійний фонд в ОАЕ, спрямований на вирішення таких соціальних проблем, як безробіття та неграмотність.
19 травня 2007 року на Всесвітньому економічному форумі в Йорданії, віце-президент ОАЕ та правитель Дубая Мохаммед ібн Рашид аль-Мактум, оголосив виділення 10 мільярдів доларів на створення фонду для розвитку освіти в арабських країнах. Це було однією з найбільших благодійних пожертвувань в історії. Шейх Мохаммед заявив, що основною метою фонду є розвиток освітньої інфраструктури та наукових досліджень у регіоні, подолання розриву між арабським світом та розвиненими країнами та створення нових робочих місць. Фонд здійснює підтримку трьох напрямів: культура, підприємництво та працевлаштування, освіта.
У 2012 році головою фонду був шейх Хамдан ібн Мохаммед Аль Мактум (син Мохаммеда), а генеральним директором султан Алі Рашид Лут .
Фонд Мохаммеда бін Рашида аль-Мактума посідає сьоме місце у списку найбільших благодійних фондів.

## Діяльність
У 2008 році фонд пообіцяв 100 000 книг дітям в арабському світі та гранти письменникам дитячих книг. У тому ж році він запустив програму, яка стимулювала переклад літературних творів арабською мовою.
У 2009 році фонд підписав меморандуми про взаєморозуміння з 28 університетами (у тому числі з Гарвардським та Колумбійським університетами), які дають стипендіатам фонду доступ до цих університетів.
У 2009 році фонд створив книжковий ярмарок, який був потенційним противником «Bologna Children's Book Fair».
У 2010 році організація надала допомогу постраждалим від повені в Пакистані.
У 2012 році організація провела семінар у Парижі, щоб обговорити другий звіт про освіту в арабському світі, що був опублікований у співпраці з Програмою розвитку ООН; на якому була присутня генеральний директор ЮНЕСКО Ірина Бокова.
У 2013 році фонд взяв участь у конференції молодих інженерів у Кувейті.
З 2014 організує присудження Премії Знань.